# Britse Veldtocht in Tibet
De Britse Veldtocht in Tibet in 1903 en 1904 was een invasie van Tibet door het Brits-Indische leger. Het doel was te voorkomen dat het keizerrijk Rusland zich zou mengen in Tibetaanse aangelegenheden en zo vaste voet zou krijgen in een van de bufferstaten rondom Brits-Indië. Om dezelfde reden waren de Britten twintig jaar eerder Afghanistan binnengevallen.
Hoewel de Britten snel en succesvol waren in het bereiken van hun militaire doelen, was de invasie politiek gezien erg onpopulair bij het thuisfront in het Verenigd Koninkrijk. De gevolgen voor Tibet waren, ondanks de slachtoffers en de economische ontwrichting, minimaal en eventuele veranderingen hielden niet lang stand.

## Aanloop

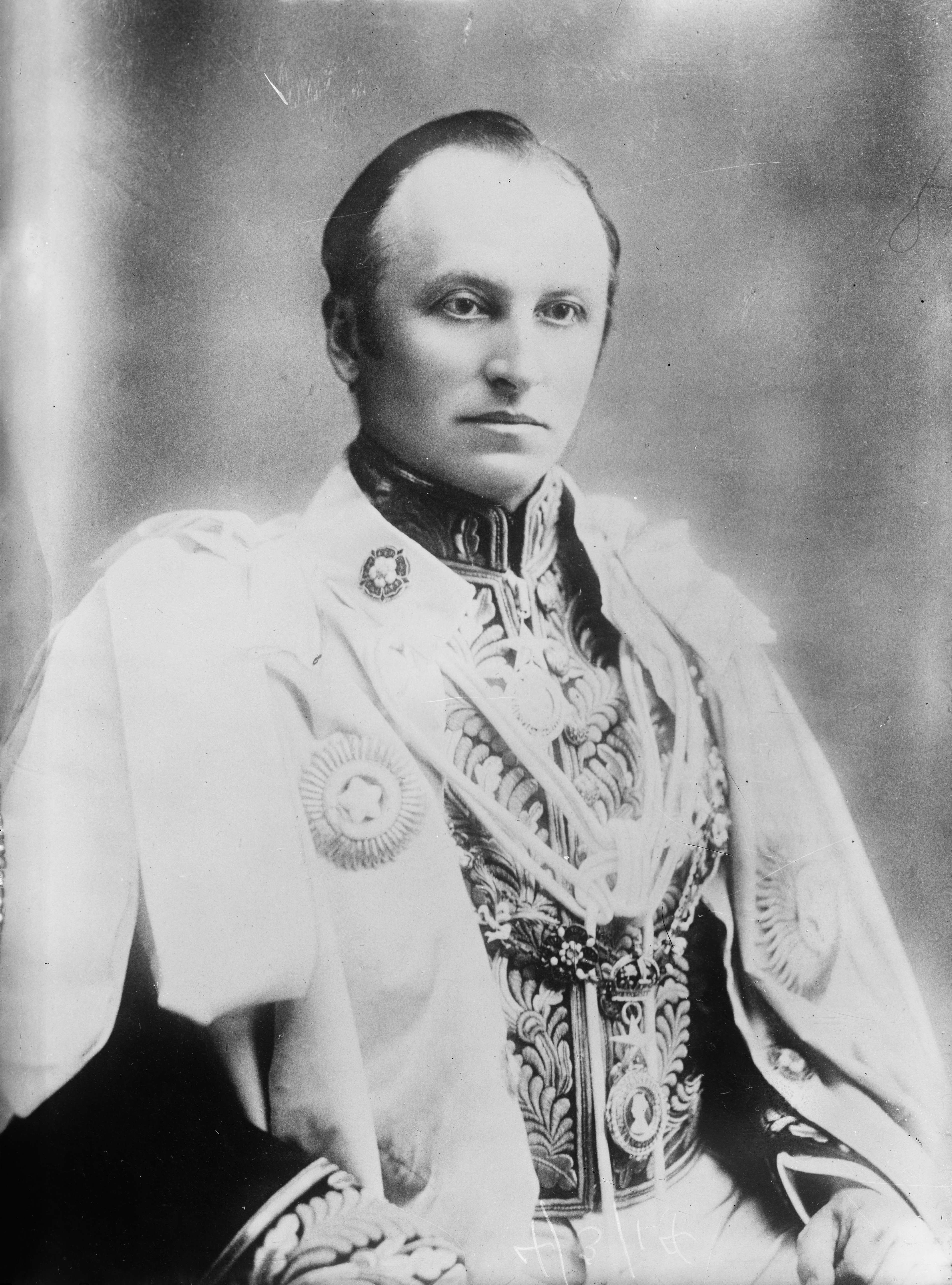
Lord Curzon

Sinds het einde van de achttiende eeuw hadden diverse gouverneurs-generaal van Brits-Indië getracht om via Tibet een positie ten opzichte van keizerrijk China in te nemen. In de tijd dat er nog geen rechtstreekse diplomatieke relaties met Tibet waren, had Warren Hastings zijn protegé George Bogle in 1774 naar Tibet gezonden om via de achterdeur van de panchen lama en Tibet contacten te leggen met het keizerlijk hof in Peking.
Vanaf het midden van de negentiende eeuw begon het accent te liggen op het openen van Tibet voor producten uit Brits-Indië. Daarnaast waren kringen rond George Curzon bevreesd voor de toenemende Russische invloed in Centraal-Azië. De aanwezigheid van de Russische ontdekkingsreiziger Gombojab Tsybikov en Agvan Dorjiyev, een hoveling van de dertiende dalai lama Thubten Gyatso, in Lhasa versterkten geruchten dat Tibet binnenkort binnen de Russische invloedssfeer zou kunnen vallen.
De Britten probeerden handelsovereenkomsten te sluiten met Tibet en China en zo hun invloed ten noorden van Brits-Indië te vergroten. Al in 1893 had Hamilton Bower van de Britse Militaire Inlichtingendienst in een rapport een militaire actie voorgesteld om de markt in Tibet voor meer producten uit Brits-Indië te openen. De Chinese invloed in Tibet was echter na 1900 zeer gering en de Chinezen konden de Tibetanen niet overreden om aan onderhandelingen deel te nemen.

## De veldtocht

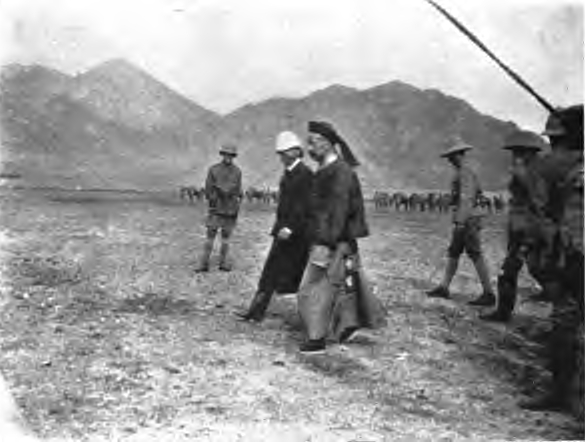
Francis Younghusband met de amban

Curzon concludeerde dat China niet de macht of autoriteit had om de Tibetaanse regering hiertoe te dwingen. Hij kreeg toestemming van Londen om naar Khamber Jong een militaire expeditie te sturen die geleid werd door kolonel Francis Younghusband. Toen Younghusband daar Tibetaanse noch Chinese ambtsdragers aantrof, trok hij verder met 1150 soldaten, 10.000 dragers en ondersteuners en duizenden pakdieren naar Tuna, 30 kilometer over de grens. Nadat zij hier enkele maanden tevergeefs gewacht hadden in de hoop onderhandelaars te ontmoeten, kreeg de expeditie in 1904 orders verder te trekken naar Lhasa.
Onder leiding van de dertiende dalai lama besloot de regering troepen in stelling te brengen tegen de buitenlandse macht die naar de hoofdstad optrok. Omdat ze wist dat ze geen hulp kon verwachten van China wilde ze het zware terrein en het in de bergen getrainde leger gebruiken om de Britten tegen te houden.
De Britse autoriteiten bereidden zich eveneens voor op de gevechtshandelingen in de bergen en stelden een leger samen dat grotendeels bestond uit Gurkha's en Pathanen uit de bergachtige regio's van Brits-Indië. De hele legermacht bestond uit 3000 strijders en 7000 sherpa's, dragers en kampondersteuners. Er werd toestemming voor de operatie gegeven door Londen, hoewel het niet duidelijk is of de regering van Arthur Balfour volledig op de hoogte was van de omvang hiervan of van het Tibetaanse voornemen zich te verzetten.

### De slag om Goeroe

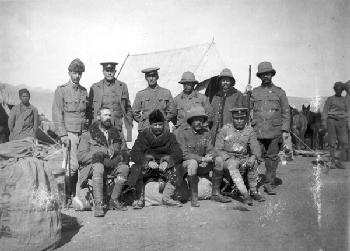
Majoor Francis Younghusband leidde het Britse leger naar Lhasa in 1904

Het Britse leger vertrok uit Gnatong in Sikkim op 11 december 1903. Het had een lange ervaring in het voeren van grensoorlogen in Brits-Indië. Commandant brigadier J. R. Macdonald overwinterde in aan de grens en gebruikte de tijd om zijn troepen te trainen voordat het vertrok in maart 1904.
Het eerste obstakel kwam hij tegen op 31 maart op de pas van Goeroe in de buurt van het meer Bhan Tso. Hier kwam oog in oog te staan met een Tibetaanse legermacht van 3000 troepen die gewapend waren met primitieve matchlock-musketten en dekking vonden achter een muur van anderhalve meter.
Vanaf hier verschillen de Britse en Tibetaanse lezing. Volgens de Britten reed de Tibetaanse generaal op Younghusband en Macdonald af om ze te ontmoeten. Hij toonde daarbij zijn onervarenheid door de westelijke flank van de pas niet te versterken, waardoor de soldaten openlijk in zicht kwamen van de Britten. Hij hoopte bloedvergieten te voorkomen, gezien het geschut nog niet was begonnen en hij gaf mogelijk vanuit een gebaar van goede wil het bevel aan zijn troepen om de lonten op de musketten te doven. Macdonald weigerde de waarschuwingen van de Tibetaanse generaal te accepteren en zond Sikh- en Gurkha-soldaten uit om de Tibetaanse krachten te ontwapenen. De Tibetanen konden zich niet met hun musketten verzetten, gezien het opnieuw aansteken een langdurig en ingewikkelde onderneming is, maar weigerden ook hun wapens af te staan wat uitliep op een vuistgevecht.
Volgens de Britten werd de Tibetaanse generaal kwaad werd bij het zien van de vechtpartij en loste hij een schot in het gezicht van een Sikh-soldaat, in zijn weigering zijn moderne pistool af te staan. Dit leidde tot een gewelddadige reacties van de makkers van de soldaat die de situatie in een snel tempo deden escaleren.
Volgens Tibetaanse lezing was hun generaal om de tuin geleid waardoor hij de lonten van de musketten liet doven. Toen dit eenmaal gebeurd was, openden de Britten alsnog het vuur. Het fatale schot van de generaal vond naar Tibetaanse verklaringen pas plaats nadat de slag was begonnen.
Het was op dit moment waarin de oorlog onomkeerbaar was verklaard, hoewel de oorlog nooit officieel verklaard is geweest. Ongeacht de lezing, duurde de slag niet lang. Toen de Tibetaanse troepen eenmaal ontwapend waren, probeerden ze terug te trekken. Ze raakten met elkaar en het steile landschap verstrikt, waardoor ze blootstonden aan gedisciplineerde geweersalvo's van de Sikh- en Gurkha-regimenten en het geschut van de Britse Maxim-machinegeweren. Ondanks dit vernietigende geschut bereikten de troepen beschutte plaatsen, waarbij ze tussen de 600 en 700 dodelijke slachtoffers achterlieten en 168 gewonden waarvan er 148 als krijgsgevangenen overleefden. Onder de doden was ook de Tibetaanse generaal. Aan Britse zijde waren er twaalf slachtoffers.
In deze slag en enkele erna droegen Tibetanen amuletten (mogelijk tsakli's, thokcha's of dzi's) waarvan hun lama's hadden beloofd dat ze hen op magische wijze zouden beschermen. Tibetanen toonden zich na een slag in diepe verwarring over de ineffectiviteit van deze amuletten.

### Verdere opmars
Macdonald trok met hoge snelheid verder en passeerde een week later verlaten verdedigingswerken bij Kangma en op 9 april probeerde hij door de Rode Afgodkloof te trekken die versterkt was om doorgang te voorkomen. Macdonald beval zijn Gurkha-troepen de steile berghellingen van de kloof te beklimmen en de verdekte Tibetanen uit de kliffen te verjagen. Hier werd een begin aan gemaakt maar al snel kwamen ze terecht in een hevige sneeuwstorm waardoor alle communicatie met de Gurkha-troepen afgesneden werd. Enkele uren later stuitten verkenningseenheden op open vuur. Aan het eind van de middag bleek dat de Gurkha's er toch in waren geslaagd posities boven de Tibetaanse troepen in te nemen. Geconfronteerd met vuur van boven en onderen verlieten de Tibetanen hun posities en trokken zich terug, waarbij ze opnieuw onder hevig vuur van de Britse artillerie kwamen. De Tibetanen verloren in deze slag 200 soldaten; aan Britse zijde waren de verliezen opnieuw verwaarloosbaar.
De missie dreigde uit te lopen op een slag in vrijwel elke pas en elk dorp die ze voorbij trokken. Macdonald probeerde dit op te lossen door zijn strijdkrachten op te delen in eenheden van enkele honderden mannen die naar verschillende punten op de route werden gezonden. Hierdoor konden kleinere Tibetaanse defensie-eenheden worden ingesloten en de Britse hoofdtroepen op hogere snelheid blijven doortrekken.
In deze tijd vonden er twee kleinere acties plaats, waaronder een op 5 mei, waarbij het Britse garnizoen op de versterkte boerderij met de naam Chang Lo werd aangevallen door naar schatting 800 Tibetanen. De Britten werden gealarmeerd door de oorlogskreten van de aanstormende Tibetanen, waardoor ze tijd hadden rijen te vormen en de aanvallers met een verlies van 160 doden moesten terugtrekken.
De andere schermutseling vond plaats op 9 mei toen de Tibetaanse posities op de Garopas werden aangevallen door de Gurkha-troepen, die een klif onder open vuur waren beklommen om de Tibetanen in de flank aan te vallen. De Tibetanen waren genoodzaakt zich weer verder terug te trekken en leden daarbij opnieuw zware verliezen.

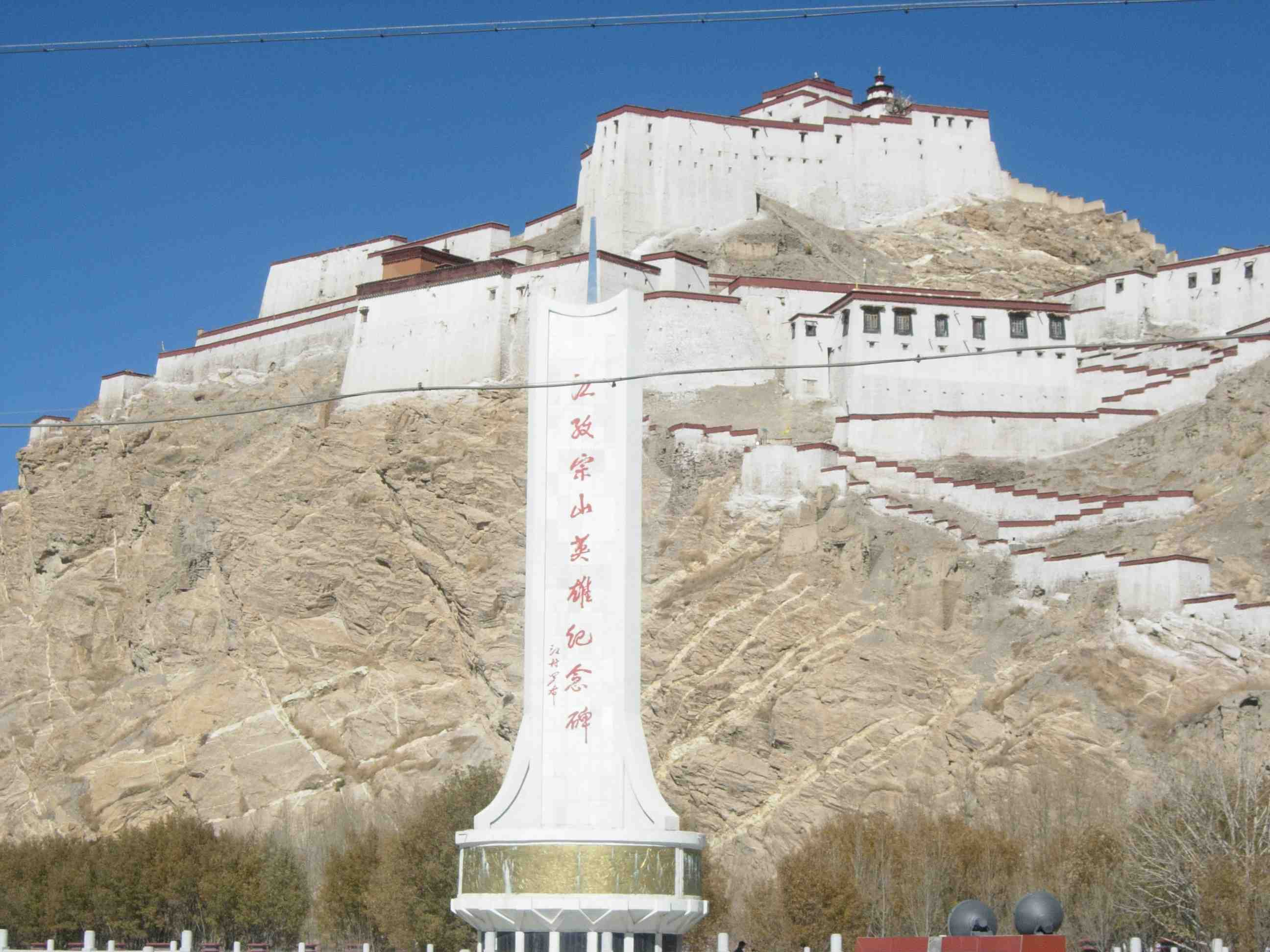
Het Gyantse-fort anno de jaren 00

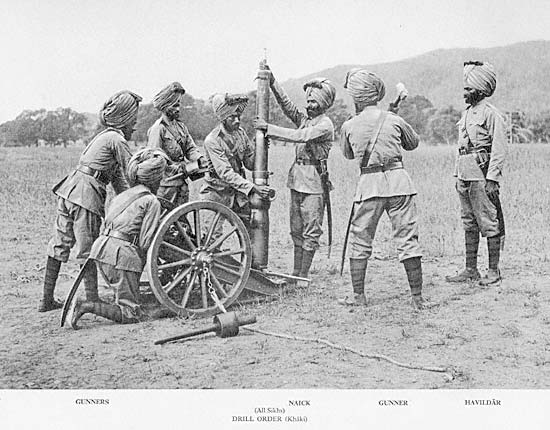
Bergkanonnen

In de twee maanden die erop volgden, verzamelde Macdonald zijn troepen in de buurt van Chang Lo. Hij liet enkele obstakels vrijmaken met de bedoeling de belangrijke Tibetaanse vesting bij Gyantse Dzong aan te vallen. Het fort Gyantse keek uit over de Britse bevoorradingsroutes waardoor het een primair doel was voor Macdonalds leger en wanneer deze vesting zou worden genomen, was de weg naar Lhasa nagenoeg vrij. In de voorbereiding was het laatste obstakel naar Gyantse Dzong op 28 juni uit de weg geruimd met de inname van een versterkt klooster dat via een gevecht van huis tot huis werd ingenomen door de Pathaanse soldaten.

Het Tibetaanse antwoord op de invasie had steeds slechts geheel vertrouwd op statische verdediging en de besluiping vanuit de bergen op de passerende colonne. Beide methoden bleken niet effectief.

### De bestorming van het Fort Gyantse
Het Gyantse-fort was een massief en goed beschermd fort dat bezet werd door de beste Tibetaanse troepen uitgerust met de enige artillerie die het land bezat, met een sterke ligging hoog boven de vallei. De Britten hadden geen tijd voor een langdurige belegering en Macdonald besloot een schijnaanval in te zetten die de Tibetanen gedurende enkele dagen bij de muren weg moest lokken. Hierna moest een artilleriebombardement met bergkanonnen een bres slaan waarna zijn hoofdstrijdkrachten het fort direct zouden bestormen. Dit plan werd uitgevoerd op 4 juli, waarbij Gurkha-troepen verschillende batterijen in de nabijheid van het fort brachten, door onder vuur de kliffen te beklimmen.
De uiteindelijke aanval vond plaats op 6 juli en ging niet als gepland gezien de Tibetaanse muren sterker waren dan was aangenomen. Het duurde elf uur voordat de bres geslagen was. Dit was pas om vier uur 's middags waardoor er weinig tijd over was om het fort in te nemen voordat de nacht inviel. De aanval werd onder zwaar geschut ingezet door Gurkha's en de Royal Fusiliers; hierbij vielen enkele doden. Twee soldaten wisten door de flessenhals heen te breken en de muren in te nemen. Toen dit gebeurd was gaven de Tibetanen op en trokken zich in goede orde terug. Op de weg naar Lhasa vormden ze geen serieus probleem meer voor de troepen van Macdonald.

### Binnenkomst in Lhasa

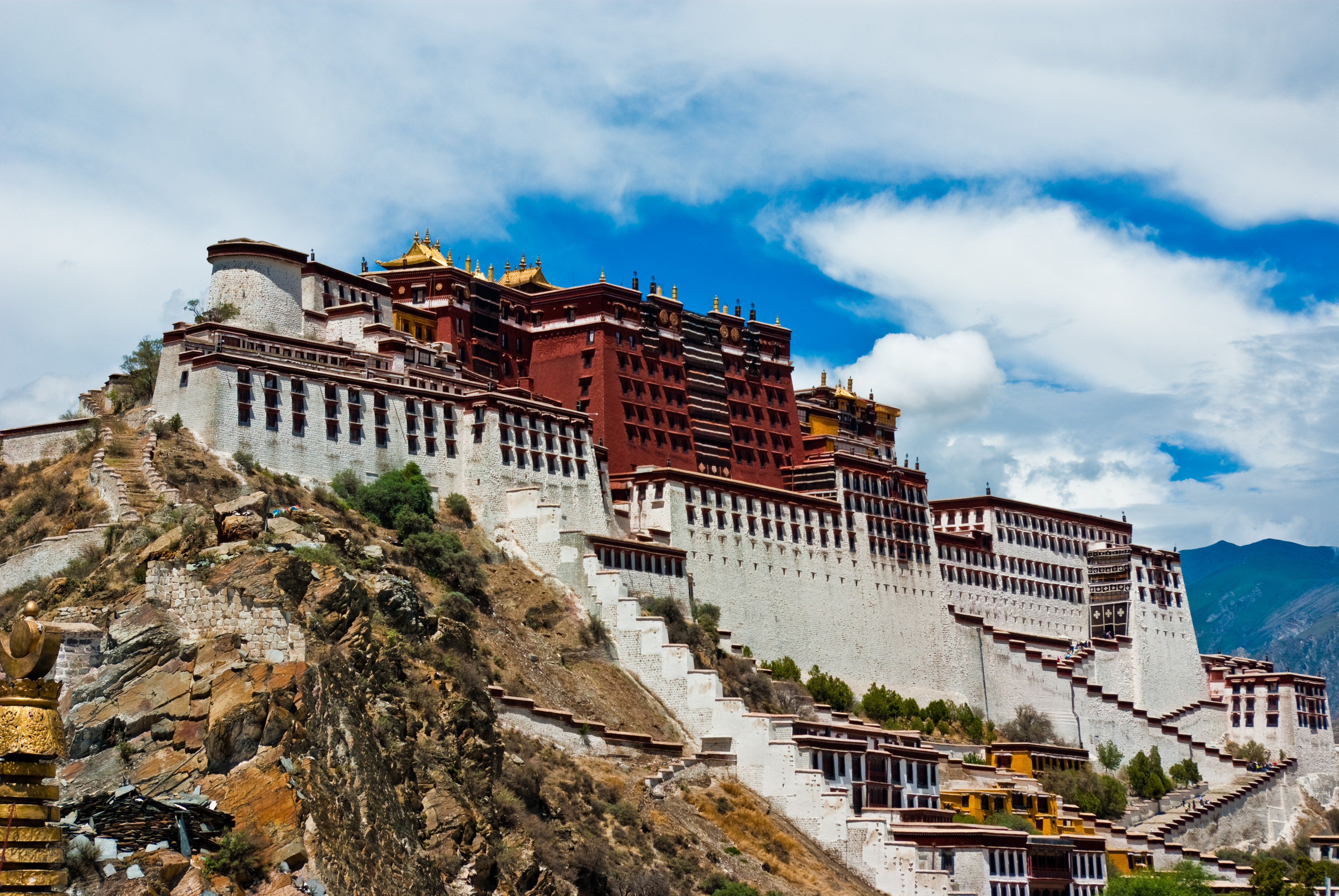
De Britten trokken verder naar het Potala-paleis

Younghusband nam het commando van de missie over, nu de weg vrij was. Bij de opmars gingen 2000 soldaten mee en bleef de rest achter om de weg terug naar Sikkim te beschermen. De troepen arriveerden in Lhasa op 3 augustus en ontdekten dat de dalai lama was gevlucht naar Urga, de hoofdstad van Buiten-Mongolië.
De Chinese regering reageerde hierop door de Chinese afgezant, de amban, diens plaats in te laten nemen; volgende Chinees standpunt namen zij de dalai lama zijn titels af. De Tibetaanse bewindvoerders legden de Chinese aankondiging naast zich neer en negeerden de amban. De amban escorteerde de Britten door de stad met zijn persoonlijke lijfwacht, maar informeerde hen dat hij geen autoriteit had om met hen te onderhandelen.
De Tibetanen vertelden de Britten dat alleen de dalai lama de autoriteit had om een akkoord te ondertekenen. Younghusband haalde de regent echter over een verdrag toch te ondertekenen, dat erna bekend zou worden als het Anglo-Tibetaans Verdrag van 1904. Het stond de Britten toe te handelen in Yatung, Gyantse en Gartok, legde Tibet op een hoge schadeloosstelling te betalen en stond de Chumbi-vallei af aan de Britten tot deze betaald was. Het verdrag erkende formeel de grens Sikkim-Tibet en verklaarde dat Tibet geen andere relaties zou opbouwen met buitenlandse machten, waardoor de status van Tibet veranderde in een Brits protectoraat. De amban verwierp het verdrag publiekelijk.

### Afsluiting van de campagne

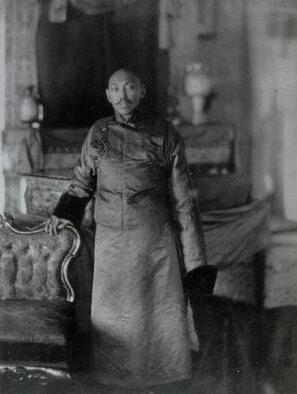
Thubten Gyatso, de dertiende dalai lama

De Britse missie verliet Tibet aan het eind van september 1904 na een ceremonie met geschenken.
Uiteindelijk kon geen van beide partijen ongelukkig zijn met de uitkomst van de oorlog. Het Verenigd Koninkrijk had gewonnen en de afspraken kunnen maken die het wenste, maar zonder het ontvangen van tastbare resultaten.
De Tibetanen hadden de oorlog verloren maar zagen China vernederd in diens gebrek de cliëntstaat te verdedigen tegen een buitenlandse inval. Tibet had vrede gesloten met de indringer door een niet-uitvoerbaar en grotendeels irrelevant verdrag te tekenen. Er waren geen plunderingen geweest door soldaten aan beide zijden en burgers en eigendommen hadden vrijwel geen schade geleden. De gevangengenomen Tibetaanse soldaten waren allemaal zonder voorwaarden weer vrijgelaten en hadden indien nodig medische behandeling gekregen.
Sommige Chinese historici van een veel latere datum hebben de Britse veldtocht neergezet als een serie van beestachtige slachtingen van ongewapende mannen gedurende een smerige expansieoorlog, maar behalve de controversiële eerste slag bij Goeroe deden zich zulke tragedies niet voor. De oorlog werd daarentegen uitgevoerd met een minimum aan bloedvergieten, waarbij de Britse aanvoerders te maken hadden met grondig onderzoek in Londen met een tijdsverschil van twee weken.
Het was in feite juist de reactie in Londen die het sterkst was in het veroordelen van de oorlog. Tegen de edwardiaanse tijd waren koloniale oorlogen inmiddels in stijgende mate onpopulair en de publieke en politieke opinie waren ongelukkig met het voeren van een oorlog met een zo minimale reden als die gegeven werd door lord Curzon. De openingsslag werd in het Verenigd Koninkrijk neergezet als een opzettelijk bloedbad van ongewapende mannen.
De Britten maakten de veldtocht af in slechts zes maanden, waarbij ze 202 soldaten verloren in actie en 411 om andere redenen. De Tibetaanse verliezen zijn nooit geteld, maar worden geschat op enkele duizenden in een verloop van zestien grotere en kleinere acties, waaronder twee slagen.

## Nasleep
Tibet was niet bereid en voor een groot deel evenmin instaat het verdrag na te leven. Tibet had geen beduidende internationale koopwaar en had de grenzen van zijn buren al erkend, waardoor het geen belangrijke veranderingen in zijn politieke standpunten hoefde te maken. In 1906 deden de Britten een poging sommige punten van het verdrag op te leggen middels een vreedzame missie die opnieuw faalde veranderingen door te zetten in de Tibetaanse politieke decor.
In 1906 erkenden de Britten in de Sino-Britse Conventie formeel de suzereiniteit van China over Tibet, waarmee men het verdrag van 1904 omzette in een verdrag van het Verenigd Koninkrijk met China in plaats van Tibet.
In 1910 werd de Tibetaanse regering aangevallen door China en zat het in de greep van de spanningen die via de Xinhai-revolutie een einde zouden maken aan de Qing-dynastie. Hoewel het Chinese leger in 1913 vertrok uit Tibet, bleef Tibet geïsoleerd van Westerse en Russische invloeden vanwege de Eerste Wereldoorlog (1914-1918) en de Oktoberrevolutie (1917). Met de Invasie van Tibet in 1950 door China was noch het Verenigd Koninkrijk noch India bereid of in staat om betrokken te worden in de val van Tibet.

## Latere interpretaties
Tibetaanse historici beschouwen de gebeurtenissen in relatie tot de Britse veldtocht in Tibet het bewijs, dat Tibet onafhankelijk van China was. Zij beweren verder dat de Britten een goede indruk nalieten op de Tibetanen door de gewonde krijgsgevangenen te voorzien van medische behandeling, hen geschenken te geven bij de vrijlating en de lokale bevolking goed te betalen voor de bevoorrading.
Chinese historici schrijven heroïsch over de Tibetaanse weerstand tegen de Britten uit loyaliteit ten overstaan van China en niet tegenover Tibet zelf. Zij beweren dat de Britse troepen plunderden en huizen platbrandden. Volgens de Chinese historici waren de Britse belangen in handelsrelaties een voorwendsel voor de annexatie van Tibet als eerste stap, met uiteindelijk als doel geheel China te annexeren. Ze beweren dat de Tibetanen de Britse strijdkrachten vernietigden en dat Younghusband ontsnapte met slecht een klein gevolg. De Chinese regering vormde het fort van Gyantse Dzong om in een "Anti-Brits Museum", waarmee ze deze beschuldigingen en verzinsels propageren, evenals andere onderwerpen zoals het verschrikkelijk leven dat de Tibetanen moesten doorstaan in de horigheid (serfdom) die een grote liefde koesterden voor hun moederland China.

## Filmografie
Over de Britse veldtocht zijn enkele films uitgebracht, waaronder de Chinese film Red River Valley van Feng Xiaoning uit 1997. De speelfilm geeft een beeld vanuit Chinees oogpunt over de gebeurtenis. In 2001 verscheen de documentaire Tibet: Het verboden koninkrijk van National Geographic, waarvan het eerste deel over het onderzoek gaat dat het Britse leger instelt met behulp van Indiërs zoals Nain Singh die speciaal opgeleid werden om als spion Tibet in kaart te brengen. Het tweede deel beschrijft de Britse veldtocht vanuit Angelsaksisch oogpunt, waarbij ook plaats is voor de Tibetaanse kant van het verhaal.